# 11 декември
11 декември е 345-ият ден в годината според григорианския календар (346-и през високосна година). Остават 20 дни до края на годината.

## Събития
- 361 г. – Император Фравий Клавдий Юлиан влиза в Константинопол, поемайки по този начин властта в цялата Римска империя.
- 1792 г. – Френската революция: Революционният Конвент във Франция изправя на съд бившия вече крал Луи XVI по обвинение в държавна измяна.
- 1816 г. – Индиана става 19-ият щат на САЩ.
- 1866 г. – Започва първата трансатлантическа яхтена регата.
- 1868 г. – Васил Левски започва първата си организационна обиколка из България.
- 1881 г. – В Пловдив е създаден първият в страната професионален театър.
- 1886 г. – Състои се първият мач на английския футболен отбор Арсенал (тогава Диъл Скуеър), завършил с победа 6:0 над Истърн Уондърърс.
- 1901 г. – Италианският изобретател Гулиелмо Маркони изпраща първия трансатлантически радиосигнал, който е приет в Нюфаундленд.
- 1930 г. – Националната банка на САЩ обявява фалит и затваря всичките си клонове, в които имат сметки над 400 хиляди клиенти.
- 1931 г. – Създадена е Британската общност.
- 1936 г. – Кралят на Обединено кралство Великобритания и Северна Ирландия Едуард VIII абдикира след по-малко от година на престола, като заявява, че не е в състояние да носи отговорностите на властта, щом не може да ги сподели с жената, която обича.
- 1937 г. – Италия е изключена от Обществото на народите за нейната инвазия в Етиопия.
- 1941 г. – Втората световна война: Нацистка Германия и Италия обявяват война на САЩ.
- 1946 г. – Общото събрание на ООН учредява фонда УНИЦЕФ.
- 1948 г. – Нюфаундленд влиза в състава на Канада.
- 1958 г. – Горна Волта става автономна република в рамките на Френската общност.
- 1958 г. – Създадена е Република Дахомей, сега Бенин.
- 1967 г. – В Тулуза, Франция, е показан прототипа на свръхзвуковия пътнически самолет Конкорд.
- 1970 г. – Джон Ленън издава класическия албум Plastic Ono Band.
- 1972 г. – Аполо 17 на НАСА става последната пилотирана мисия, която каца на Луната.
- 1983 г. – За първи път в историята на римокатолическата църква римски папа (Йоан Павел II) посещава протестантска църква.
- 1988 г. – Самолет „Илюшин Ил-76“ на Съветските ВВС се разбива и убива 77 души, докато участва в хуманитарната помощ след земетресението в Армения от 11 декември.
- 1994 г. – Първа чеченска война: Руският президент Борис Елцин изпраща военни части в Чечня.
- 1998 г. – Самолетът при полет 261 на „Тай Еъруейс Интернешънъл“ се разбива близо до международното летище „Сурат Тани“, Сурат Тани, Тайланд и убива 101 души. Смята се, че пилотът претърпява пространствена дезориентация.
- 2001 г. – Китайската народна република се присъединява към Световната търговска организация.
- 2004 г. – Френският алпинист Жан-Кристоф Лафел става първият покорител на хималайския връх Шиша Пангма (8013 м) през зимния сезон.
- 2007 г. – Терористи самоубийци атакуват сградите на ООН и Върховния съд на Алжир. При атентата загиват 41 души (включително 17 миротворци на ООН), а ранените са над 170.
- 2008 г. – Бизнесменът Бърнард Мейдоф е арестуван за организиране на измамна финансова схема, останала в историята като най-голямата схема на Понци.
- 2009 г. – Играта Angry Birds е пусната на пазара за игри.

## Родени
- 1465 г. – Ашикага Йошихиса, японски шогун († 1489 г.)
- 1475 г. – Лъв X, римски папа († 1521 г.)
- 1750 г. – Айзък Шелби, американски военнослужещ и политик († 1826 г.)
- 1758 г. – Карл Фридрих Целтер, немски композитор († 1832 г.)
- 1803 г. – Ектор Берлиоз, френски композитор († 1869 г.)
- 1806 г. – Херман Абих, немски геолог († 1886 г.)
- 1810 г. – Алфред дьо Мюсе, френски поет и писател († 1857 г.)
- 1835 г. – Адолф Щьокер, германски политик († 1909 г.)
- 1843 г. – Робърт Кох, германски лекар, Нобелов лауреат през 1905 г. († 1910 г.)
- 1858 г. – Владимир Немирович-Данченко, руски театрален режисьор († 1943 г.)
- 1882 г. – Макс Борн, германски физик, лауреат на Нобелова награда за физика през 1954 г. († 1970 г.)
- 1890 г. – Карлос Гардел, аржентински музикант от френски произход († 1935 г.)
- 1891 г. – Никола Михов, български висш офицер († 1945 г.)
- 1892 г. – Хариет Адамс, американска писателка († 1982 г.)
- 1908 г. – Симеон Маринов, български писател и журналист († 1948 г.)
- 1910 г. – Димо Тодоровски, македонски скулптор († 1983 г.)
- 1910 г. – Стефан Христов, български учен († 2002 г.)
- 1911 г. – Нагиб Махфуз, египетски писател, лауреат за Нобелова награда за литература през 1988 г. († 2006 г.)
- 1912 г. – Карло Понти, италиански режисьор и кинопродуцент († 2007 г.)
- 1913 г. – Жан Маре, френски актьор († 1998 г.)
- 1915 г. – Антон Попов, български журналист († 1942 г.)
- 1918 г. – Александър Солженицин, руски писател, лауреат за Нобелова награда за литература през 1970 г. († 2008 г.)
- 1925 г. – Пол Грийнгард, американски невролог, лауреат на Нобелова награда за физиология и медицина през 2000 г. († 2019 г.)
- 1930 г. – Жан-Луи Трентинян, френски актьор и режисьор († 2022 г.)
- 1931 г. – Ошо, индийски духовен водач и философ († 1990 г.)
- 1931 г. – Роналд Дуоркин, американски философ († 2013 г.)
- 1938 г. – Енрико Масиас, френски певец
- 1938 г. – Маккой Тайнър, американски пианист († 2020 г.)
- 1939 г. – Никола Цанев, български футболист († 2004 г.)
- 1942 г. – Ананда Шанкар, бенгалски музикант († 1999 г.)
- 1942 г. – Боян Биолчев, български писател и теоретик
- 1943 г. – Джон Кери, американски политик
- 1944 г. – Бренда Лий, американска певица
- 1944 г. – Джани Моранди, италиански естраден певец
- 1945 г. – Ярно Сааринен, финландски мотоциклетен състезател († 1973 г.)
- 1950 г. – Кристина Онасис, американка, дъщеря и наследница на богатството на Аристотел Онасис († 1988 г.)
- 1958 г. – Ники Сикс, американски музикант
- 1962 г. – Бен Браудър, американски актьор
- 1963 г. – Джон Брион, американски музикант
- 1968 г. – Еманюел Шарпантие, френска микробиоложка и Нобелова лауреатка
- 1968 г. – Фабрицио Раванели, италиански футболист
- 1969 г. – Вишванатан Ананд, индийски шахматист
- 1971 г. – Арбен Хавальов, български бизнесмен и политик, основател и председател на партия Бригада
- 1973 г. – Мос Деф, американски рапър и актьор
- 1981 г. – Хавиер Савиола, аржентински футболист

## Починали
- 384 г. – Дамас I, римски папа (* ок. 305)
- 711 г. – Юстиниан II, византийски император (* 669 г.)
- 861 г. – Ал Мутауакил, абасидски халиф (* 821 г.)
- 969 г. – Никифор II Фока, византийски император (* ок. 912)
- 1241 г. – Угедей хан, монголски хан (* 1186)
- 1282 г. – Михаил VIII Палеолог, византийски император (* 1225 г.)
- 1686 г. – Луи II дьо Конде, френски офицер (* 1621 г.)
- 1814 г. – Мари-Луиз О`Мърфи, френска благородничка (* 1737 г.)
- 1817 г. – Мария Валевска, полска графиня (* 1789 г.)
- 1880 г. – Оливър Уинчестър, американски предприемач и политик (* 1810 г.)
- 1911 г. – Христо Г. Данов, български просветител и издател (* 1828 г.)
- 1915 г. – Антон Безеншек, словенски езиковед (* 1854 г.)
- 1916 г. – Нестор Марков, български педагог, реформатор на учебното дело (* 1836 г.)
- 1918 г. – Иван Цанкар, словенски писател и драматург (* 1876 г.)
- 1938 г. – Кристиян Лоус Ланге, норвежки дипломат, Нобелов лауреат през 1921 г. (* 1869 г.)
- 1941 г. – Шарл Емил Пикар, френски математик (* 1856 г.)
- 1947 г. – Александър Ставре Дренова, албански поет (* 1872 г.)
- 1964 г. – Сам Кук, американски композитор и певец (* 1931 г.)
- 1972 г. – Борис Тиков, български революционер (* 1898 г.)
- 1978 г. – Винсент дю Виньо, американски биохимик, Нобелов лауреат през 1955 г. (* 1901 г.)
- 1978 г. – Олга Кирчева, българска драматична актриса (* 1903 г.)
- 1987 г. – Йордан Заимов, български езиковед, автор на речници (* 1921 г.)
- 1991 г. – Артур Лундквист, шведски писател (* 1906 г.)
- 1993 г. – Банчо Банов, български писател, драматург и преводач (* 1925 г.)
- 2009 г. – Христо Писков, български режисьор (* 1927 г.)
- 2011 г. – Велко Кънев, български актьор (* 1948 г.)
- 2013 г. – Надир Афонсо, португалски архитект и художник (* 1920 г.)
- 2021 г. – Мария Чичикова, български археолог (* 1925 г.)

## Празници
- ООН – Международният ден на планините (International Mountain Day) (определен през 2003 г. на 57-а Генерална асамблея на ООН с резолюция 57/245 на Общото събрание на ООН от 2002 г., с цел да популяризира значението на устойчивото развитие за планинските региони)
- Аржентина, Буенос Айрес – Ден на тангото (празнува се и като Световен ден на тангото)
- Буркина Фасо – Годишнина от обявяване на автономната република (1958 г., национален празник)
- САЩ – Ден на щата Колорадо (чества се от 2002 г. в памет на губернатора Ралф Кар)
- Филипини – Празник на провинция Пампанга